# روسمان (کارولینای شمالی)
روسمان (به انگلیسی: Rosman) شهری در ایالت کارولینای شمالی کشور ایالات متحده آمریکا است که جمعیت آن در سرشماری سال ۲۰۱۰ میلادی، ۵۷۶ نفر بوده‌است.